# Árabes iranianos
Árabes iranianos (em árabe: عرب إيران, transl. `Arab Īrān, em persa: عرب های ايرانی, transl. Arabān Irānī) são os árabes ou os falantes do árabe que habitam o Irã. Os árabes iranianos formam 2% da população daquele país.
A presença árabe no Irã não teve início com a conquista islâmica da Pérsia, em 633 d.C.; por séculos, governantes iranianos haviam mantido contato com os árabes que habitavam fora de suas fronteiras, lidavam com seus súditos árabes e com estados-clientes no Iraque, e convidando membros dessas tribos árabes a se assentar no planalto Iraniano. Por consequência, as conquistas árabes ocorridas na região não foram obra apenas de habitantes Hejaz e da península Arábica, mas de indivíduos que habitavam o território iraniano antes mesmo das conquistas islâmicas, e que habitavam o local - tanto árabes "civilizados" (ahl al-madar) bem como habitantes do deserto (ahl al-wabar).
De acordo com o Projeto Minorities at Risk ("Minorias em Risco"), cerca de 40% dos árabes que vivem no Irã são fazendeiros e pescadores. Aqueles que vivem ao longo das planícies do litoral do Golfo Pérsico são, em sua maioria, pastores nômades. As lealdades tribais são fortes, e são mantidas mesmo nas regiões urbanas, influenciando a socialização e a politização.
A Universidade Payame Noor, que tem 229 campi espalhados por todo o país, declarou em 2008 que o idioma árabe seria considerado o "segundo idioma" da universidade, e que todos os seu serviços seriam oferecidos em árabe, além do persa.

## História
Sapor II (r. 309–379), do Império Sassânida, depois de ter realizado uma expedição punitiva até o outro lado do Golfo Pérsico no início de seu reino, trouxe consigo diversos clãs dos taglibitas para Darzim, nos arredores de Bam, dos Banu Abedal Cais e dos tamimitas para Hajar (na região de Kūh-e Hazār), a sudeste da Carmânia, diversos clãs dos bacritas para Carmânia, e dos Hanzala para Tavaz, próximo à atual Dalaqui, em Fars.
Embora diversas tribos árabes tenham se fixado em diferentes partes do território iraniano após a invasão árabe da Pérsia, no século VII, foram as tribos árabes do Cuzestão que mais mantiveram sua identidade, em termos de língua, cultura e religião, até os dias de hoje. As características etnolinguísticas da região, no entanto, precisam ser contrastadas com a história longa e turbulenta da província, que tinha seu próprio idioma, o cuzi, possivelmente de origem elamita, e que gradualmente desapareceu no início da Idade Média. A imigração de tribos árabes vindas de fora da província também foi um processo ocorrido a longo prazo; houve um grande influxo de imigrantes árabes para a província entre os séculos XVI e XIX, incluindo os Banu Caabe e Banu Lam. O regime iraquiano de Saddam Hussein fez várias tentativas de incentivar o nacionalismo árabe na região durante a Guerra Irã-Iraque (1980–88), sem obter, no entanto, qualquer sucesso palpável.